# IC 954
IC 954 — галактика типу P (особлива галактика) у сузір'ї Мала Ведмедиця.
Цей об'єкт міститься в оригінальній редакції індексного каталогу.